# Musée national Zabana d'Oran
Le musée national Zabana d'Oran (en arabe : المتحف الوطني أحمد زبانة) est un musée algérien situé à Oran. Ses collections vont de la Préhistoire aux arts visuels contemporains.

## Historique

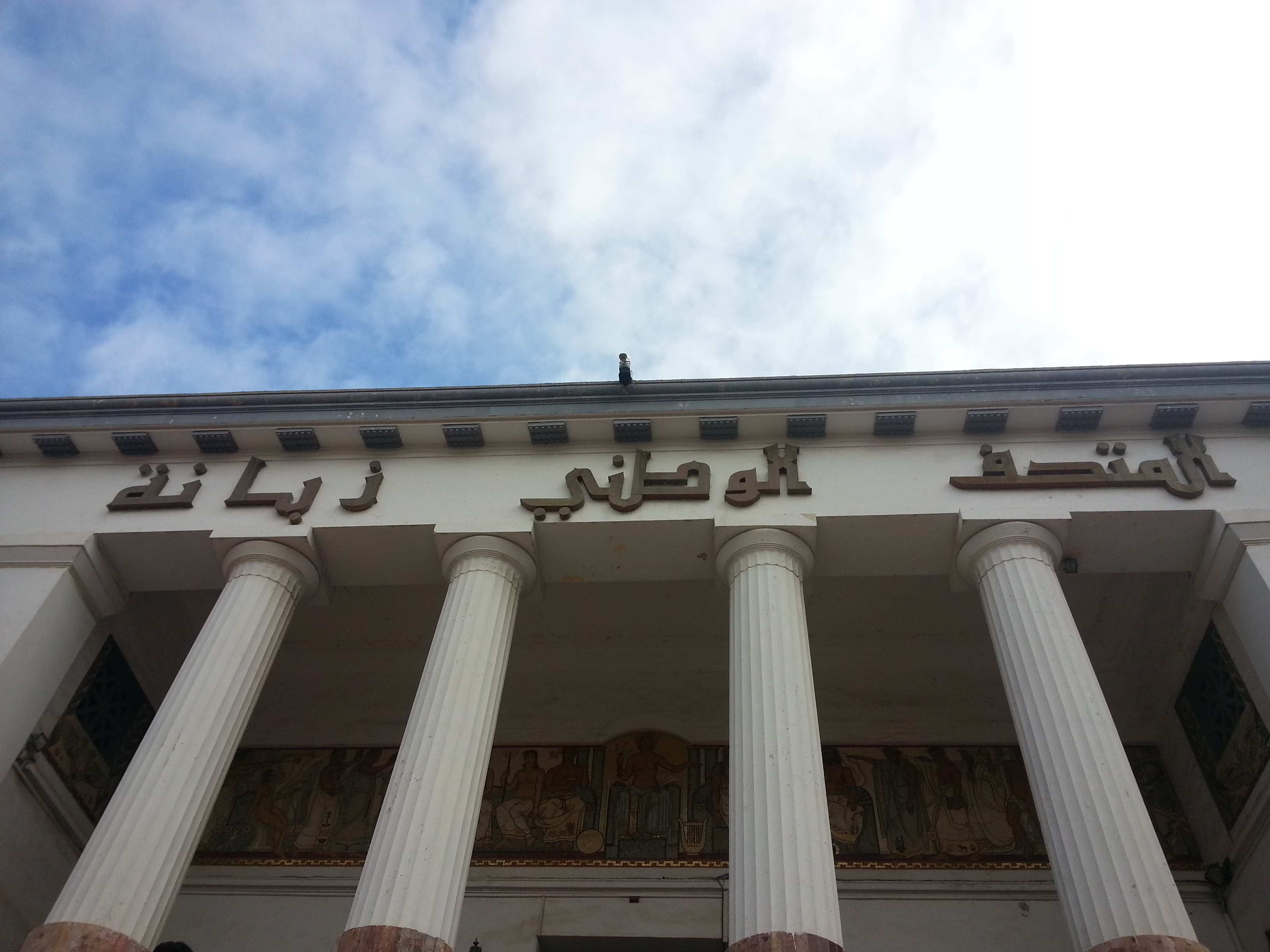

La création du musée municipal Demaëght dans la ville d'Oran est due à Louis Demaëght, archéologue et épigraphiste, qui réunit en 1882 divers objets issus de ses propres collections et répartis en trois sections : la numismatique (13 pièces), les antiquités romaines et africaines (16 pièces), l'histoire naturelle, objets auxquels s'ajoutent dès l'ouverture du musée les deux remarquables mosaïques romaines de Portus magnus déplacées du site dit du « Vieil Arzew » à Bethioua : la grande mosaïque en quatre tableaux, et la petite représentant le Départ de Bacchus vers les Indes. Plus tard, d’autres sections comme la Préhistoire et l'ethnographie, la peinture, la sculpture, l'art graphique et la gravure, furent ajoutées. Face à l'augmentation du fonds, un nouveau local s’imposa bientôt.
Édifié en 1933, le bâtiment actuel, situé au 19, boulevard Zabana, est officiellement inauguré le 11 novembre 1935 dans les locaux du palais des beaux-arts et est appelé dans un premier temps « musée Demaëght ». Ce grand bâtiment comprend non seulement le musée, mais aussi la bibliothèque municipale et l'école des beaux-arts d'Oran. En 1963, après l'indépendance de l'Algérie, le musée est placé sous la tutelle de l’Assemblée populaire communale de la ville d’Oran, et ce jusqu’en 1986. Depuis cette date, il est sous la tutelle du ministère de la Culture algérien et a été rebaptisé musée national Zabana en hommage à Ahmed Zabana (1926-1956), combattant de la révolution algérienne.

## Collections
Le musée s'est doté d'une riche collection d'œuvres répartie en sept sections. De la préhistoire à l'art contemporain, de la peinture aux arts décoratifs en passant par les dessins et les sculptures, toutes les formes d'art sont représentées au sein des œuvres conservées. Il ne cesse d’enrichir ses collections notamment par des dons ou des achats. 

### Section beaux-arts

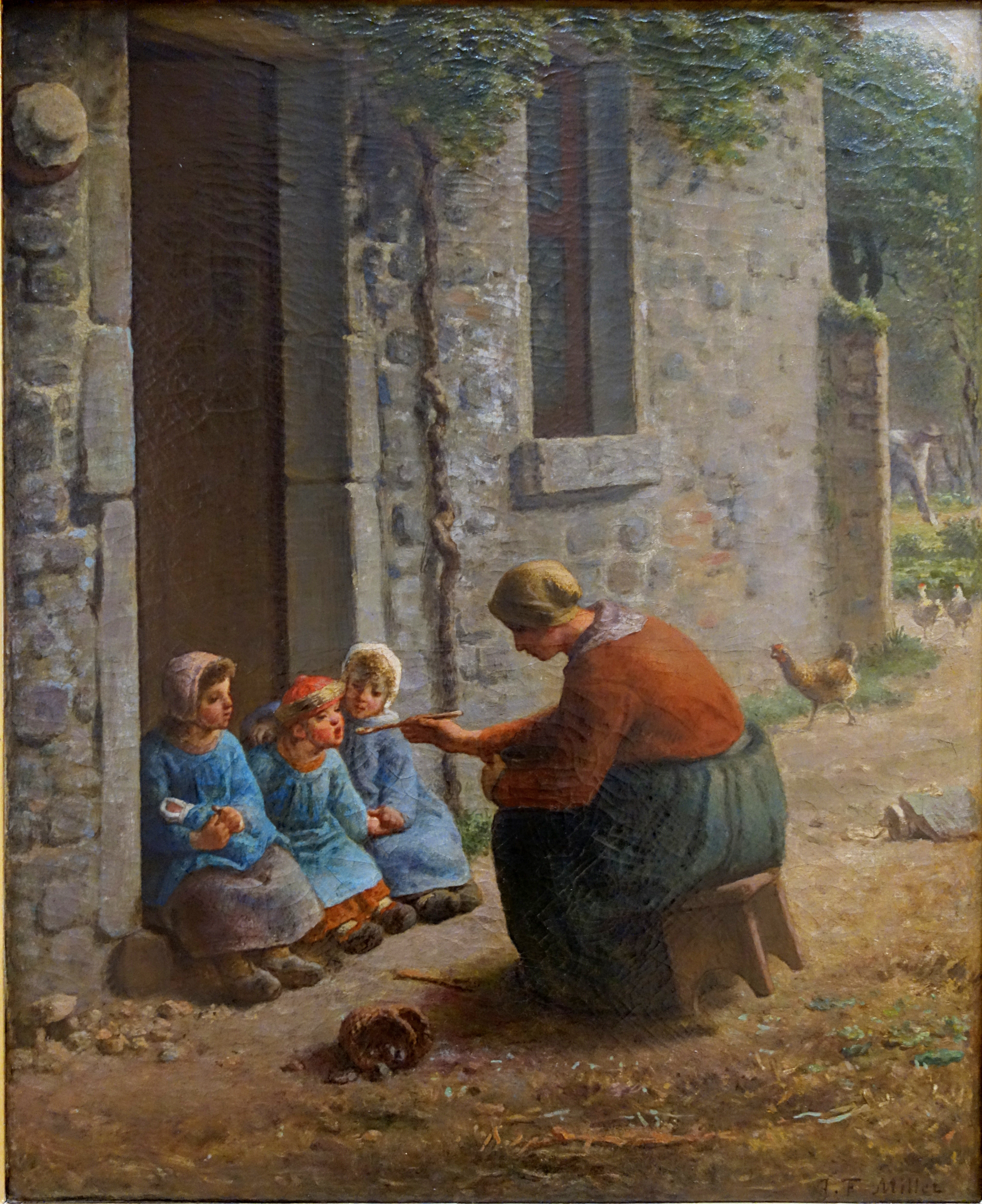
La Becquée de Jean-François Millet.

Une importante collection s’y trouve, bien que ne bénéficiant que de peu de moyens. Cette section regroupe 718 œuvres de peinture et de sculpture d'Algériens et d'étrangers datant des XVIe siècle, XVIIIe siècle et XIXe siècle, jusqu'au XXe siècle. Elle est reconnue internationalement comme ayant reçu en dotation l'essentiel des œuvres de l'ancien musée des beaux-arts d'Oran, et notamment une importante collection de peintres franco-algériens ou ayant travaillé en Algérie comme André Suréda (donation de la veuve de l'artiste en 1948), ou de pensionnaires de la villa Abd-el-Tif comme Émile Bouneau, ainsi que des œuvres de Francis Harburger, un ancien élève de l’École des beaux-arts d’Oran.
On y trouve des œuvres de peintres célèbres de l'École d'Alger, comme Jean Launois, André Hébuterne, Maurice Bouviolle, Léon Cauvy, Marius de Buzon, Pierre Deval, Léon Carré, Paul Élie Dubois ou Georges Halbout du Tanney, ou le fondateur de la peinture algérienne moderne Azouaou Mammeri, sans oublier le peintre corse Dominique Frassati avec une Maternité.
Les œuvres du XIXe siècle des écoles européennes reflètent le romantisme hérité d'Eugène Delacroix, chez Eugène Fromentin (Paysage de Laghouat) et Alfred Dehodencq (Le Conteur), l’orientalisme chez Prosper Marilhat (La Caravane), Gustave Guillaumet (Paysage d’Oran), Émile Gaudissard (Bouquet de fleurs), Gabriel-Charles Deneux (Femmes de Tlemcen au puits sacré de Sidi Boumédiene), Nasreddine Dinet (Femmes au repos), (Vent chaud) et (L'Air était embrasé, le sol ardent et rouge comme des rubis), Jean-François Millet (La Becquée) etc.
Les collections conservent aussi des œuvres de diverses tendances modernes comme l’impressionnisme et le surréalisme.
La peinture algérienne occupe une place de choix et constitue un ensemble national témoignant de la production de l’art algérien depuis le début du XXe siècle jusqu'à nos jours. Les pionniers de l’art algérien sont présents dans cette section tels que Baya, M'hamed Issiakhem, Abdelkader Guermaz, Saad Houari, Zerrouki Boukhari et autres.
On y trouve aussi une remarquable tapisserie des Gobelins du XVIIe siècle représentant Moïse frappant le rocher avec sa baguette, et un buste en bronze de Victor Hugo signé Auguste Rodin.

### Section art musulman

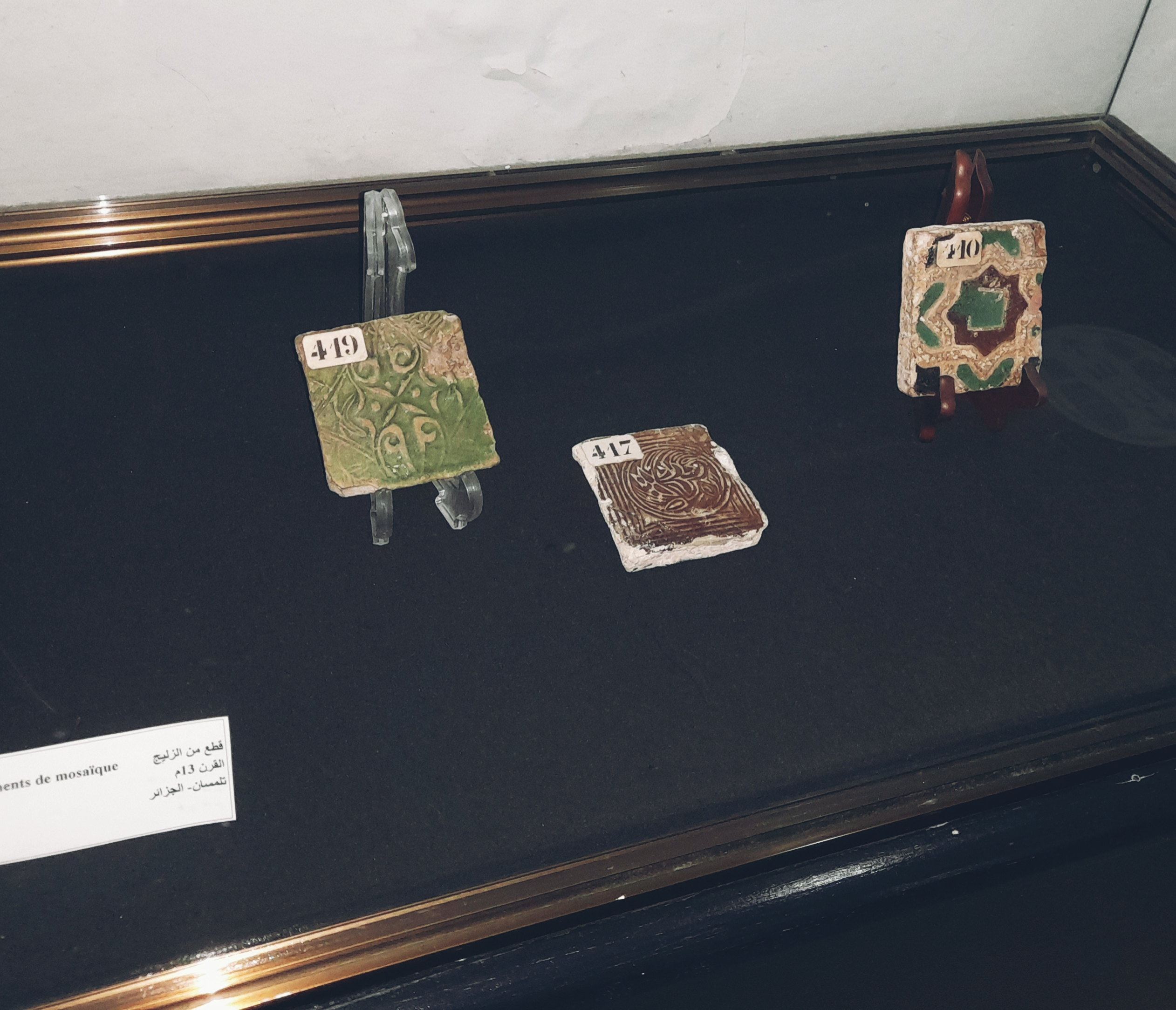
Zellige de Tlemcen, datant du XIIIe siècle.

Dans la section Arts de l'Islam, le musée conserve des pièces choisies parmi les monuments les plus caractéristiques qui montrent l’évolution civilisationnelle des différentes dynasties musulmanes du Maghreb, en particulier celles de l’Algérie et du Maroc, ainsi que de l'Andalousie. On y trouve par exemple des céramiques, poteries, faïences, calligraphies, miniatures, Enluminures, textiles, tissages, armurerie, et des objets en bois.

### Section El Moudjahid
Cette section a été inaugurée le 19 août 1986 en hommage aux chahids (martyrs) et moudjahidine qui se sont sacrifiés pour l'Algérie. Elle regroupe les témoignages de la révolution (1954-1962). S’y trouvent, en particulier, les archives de la Wilaya V.

### Section numismatique
Les collections de numismatique retracent l’histoire des peuples nord-africains à travers le temps, de l'Antiquité jusqu'à l'époque contemporaine.

### Section préhistoire
Cette section renferme un nombre important d’industries lithiques. La diversité instrumentale est un témoin du passage des hommes primitifs sur le sol algérien, et en particulier à l’ouest.

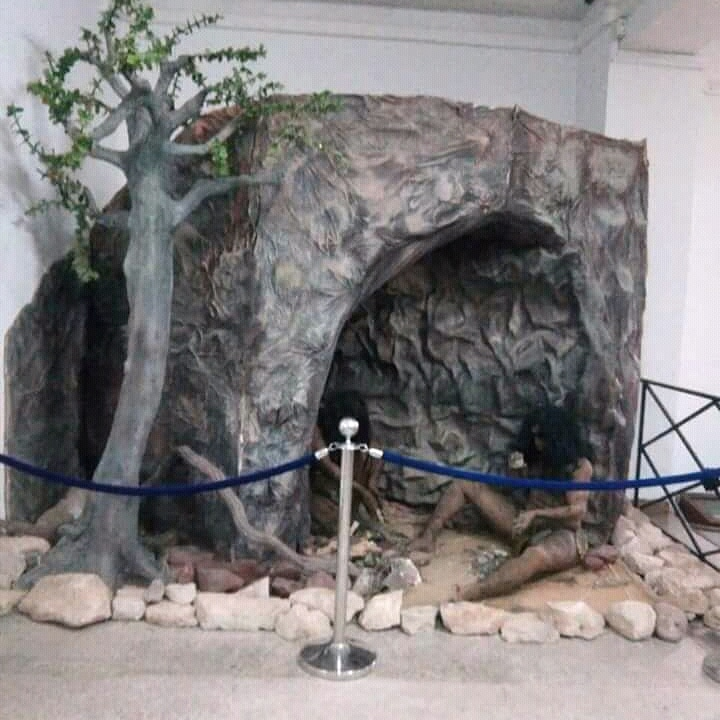
Une scène d'un homme primitif exposée au musée

### Section du vieil Oran

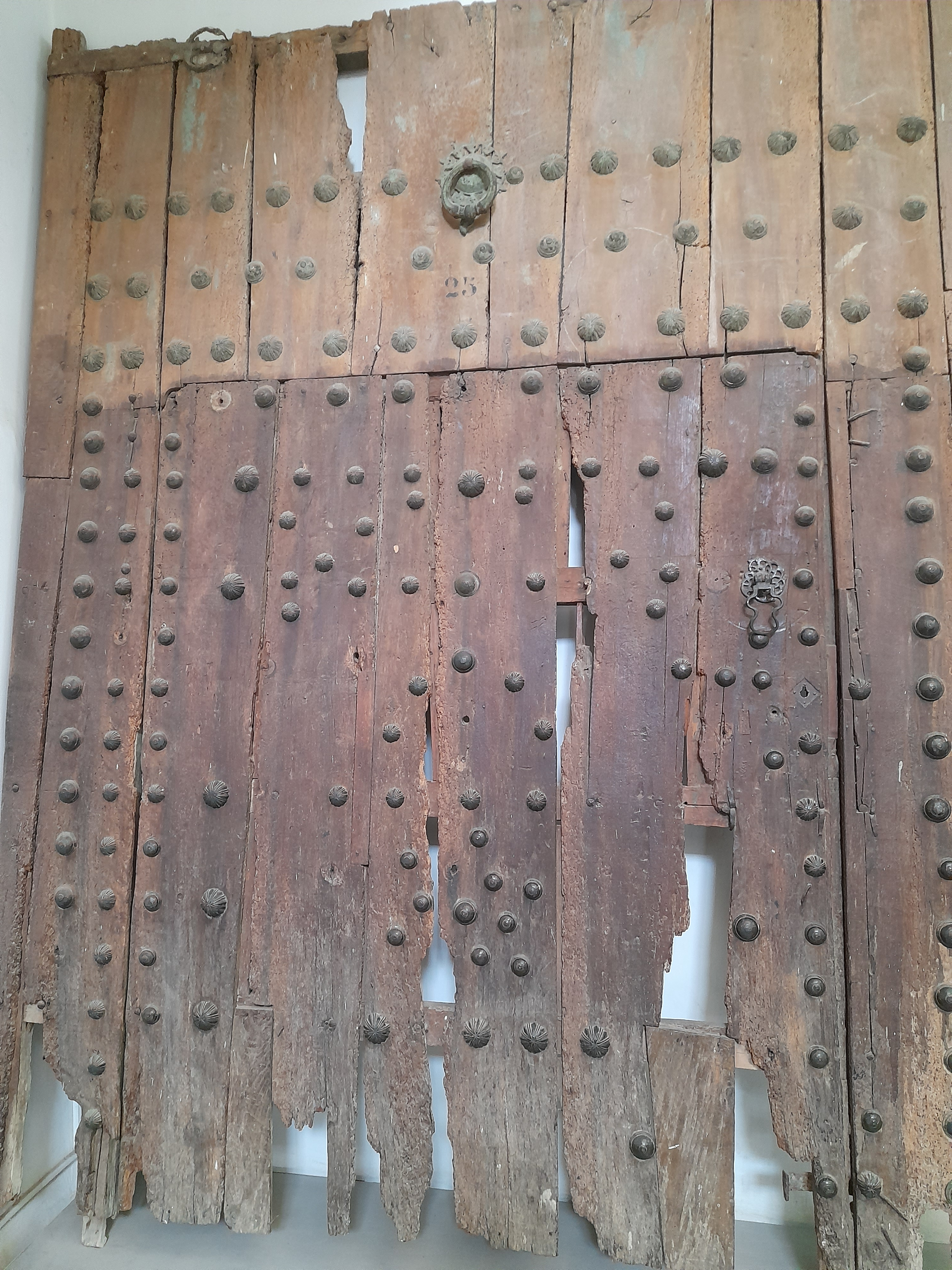
Porte de la résidence du dernier bey d'Oran

De Unica Colonia à Wahran, en passant par Ifri, l'histoire d'Oran remonte au-delà de la conquête arabe. La section renferme des collections témoignant de son passé pendant les différentes périodes.

### Section ethnographie
Les collections ethnographiques renferment les vestiges matériels des composantes ethniques du Maghreb, notamment de l’Algérie, du Maroc et de la Tunisie.

### Section histoire naturelle
La section de l'histoire naturelle est riche d’une collection qui compte pas moins de 754 pièces. Les collections appartiennent à la zoologie, à la botanique, à la minéralogie, à la paléontologie, à l'entomologie et à l’anatomie comparée. On y trouve des insectes, des mammifères, des squelettes de divers animaux, des reptiles, des poissons, des oiseaux et d’autres espèces animales empaillées, ainsi que les plantes fossilisées,,.

## Expositions
- En décembre 2019, et dans le cadre de la Journée mondiale de la langue arabe célébrée le 18 décembre de chaque année, le musée a organisé une exposition sous le thème Calligraphie arabe histoire, art et créativité, présentant une collection de monnaies frappées au caractère arabe maghrébin datant des époques ottomane, de l’Emir Abdelkader et des dynasties Saadien, Almohade et Mérinide, qui est conservée au musée. Aussi, une collection de tableaux d’art de calligraphie arabe du plasticien Taleb Mahmoud, a été exposée au musée[9].
- En janvier 2021, le musée a organisé une exposition de tableaux du peintre français André Suréda. Au total, 23 tableaux d’art de l'artiste conservés au musée ont été exposés[10].
- En septembre 2021, le musée a abrité une exposition collective de trois artistes algériens connus  pour leur expérience dans l’art abstrait et l’art contemporain. Au total 76 toiles des peintres Kaf Nemr Abdelouahab, Ahmed Mebarki et Mohamed Bendima ont été exposées. Des portraits du fondateur de l’Etat algérien moderne, l’Emir Abdelkader, et des toiles comportant des symboles adaptés du patrimoine populaire algérien et d’autres de la fantasia[11].
- En mars 2022, le musée a organisé à l’occasion de la journée internationale des femmes, une exposition sous le thème Les créations de le femme algérienne : passé et présent. Des collections conservées au musée ont été exposés, à l’instar des vêtements traditionnels, blouza oranaise, caftan, karakou d’Alger et mendil (foulard) du XXe siècle, des poteries et des produits en alfa réalisées par des femmes algériennes, tous datant des XIXe siècle et XXe siècle, ainsi que deux peintures de la célèbre artiste Baya Mahieddine, et des livres écrits par des femmes écrivains[12].
- Le 8 août 2022, la salle des Beaux arts du musée a abrité une exposition de collections d’arts plastiques dont des tableaux réalisés par des peintres algériens, européens et orientalistes . Au total 49 peintures et sculptures ont été exposées, datant des XVIe siècle, XVIIIe siècle, XIXe siècle, jusqu'au XXe siècle[13].

## Actes de vol

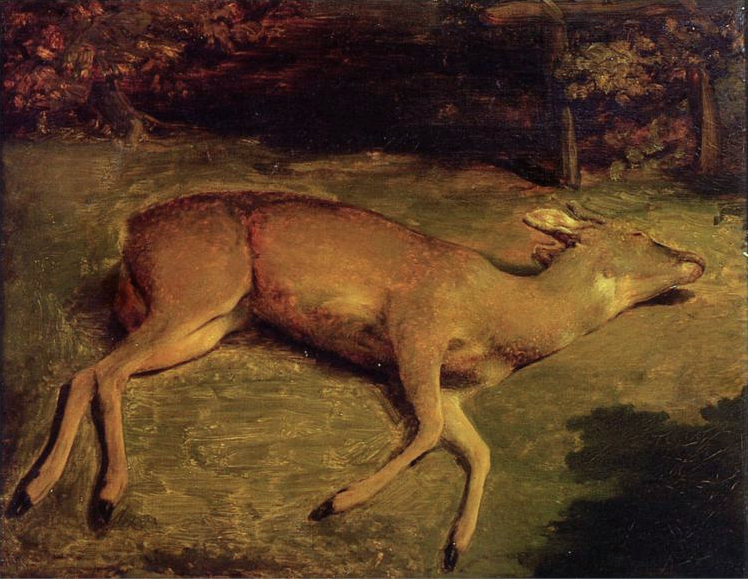
La biche morte de Gustave Courbet.

Dans la nuit du 24 au 25 octobre 1985, deux tableaux de Gustave Courbet dont La Vierge et l'Enfant et La Biche morte ont été volés au musée. Le tableau La Biche morte réapparaît dans le catalogue d'une vente publique à Paris, au George V, le 19 décembre 2001. Il est retiré de la vente à la demande de la direction des musées de France et saisi par les services de police. L’œuvre a été officiellement remise à la direction des musées de France par l'Office central de lutte contre le trafic des biens culturels le 9 octobre 2002. L'arrêté de fin de dépôt au musée d'Oran est signé les jours suivants et l’œuvre est transférée au musée d'Orsay, le 29 octobre 2002. L’œuvre intègre la base MNR Rose-Valland, catalogue français des œuvres spoliées par les Nazis pendant l'occupation en attente de restitution au légitime propriétaire. La biche morte porte le numéro MNR 652. En Algérie, la non-restitution du tableau au musée d'Oran soulève beaucoup d'interrogations,. Toutefois, en retraçant l'histoire de l’œuvre, il apparaît que le musée d'Oran n'était pas propriétaire de l’œuvre, mais simplement dépositaire du tableau depuis 1953. En effet, ce dernier est saisi entre septembre et novembre 1942 par la Möbel Aktion-Bilder et transféré en Allemagne à la fin de la Seconde Guerre mondiale. Lors de la débâcle allemande, il est rapatrié vers la France en 1947, puis attribué au musée du Louvre (département des peintures) par l'Office des biens et intérêts privés en 1951. Il est déposé au musée d'Oran, alors sous administration française, en 1953. En 2019, à l’occasion du bicentenaire de la naissance du peintre Gustave Courbet, un court métrage réalisé par Philippe Di Folco, avec le soutien de KANAL-Centre Pompidou, raconte l'histoire du tableau La biche morte. Avant la visite officielle du président François Hollande en Algérie les 19 et 20 décembre 2012, l’Élysée a envisagé de restituer ce tableau de Gustave Courbet dont les deux états revendiquent la propriété, chose qui n'a pas été faite.
En 1985, La Becquée (1848), une toile de Jean-François Millet qui représente une paysanne donnant à manger à ses trois enfants sur le pas de sa porte, a disparu du musée d'Oran, mais a été récupérée à Paris par les autorités algériennes en 2014.

## Galerie

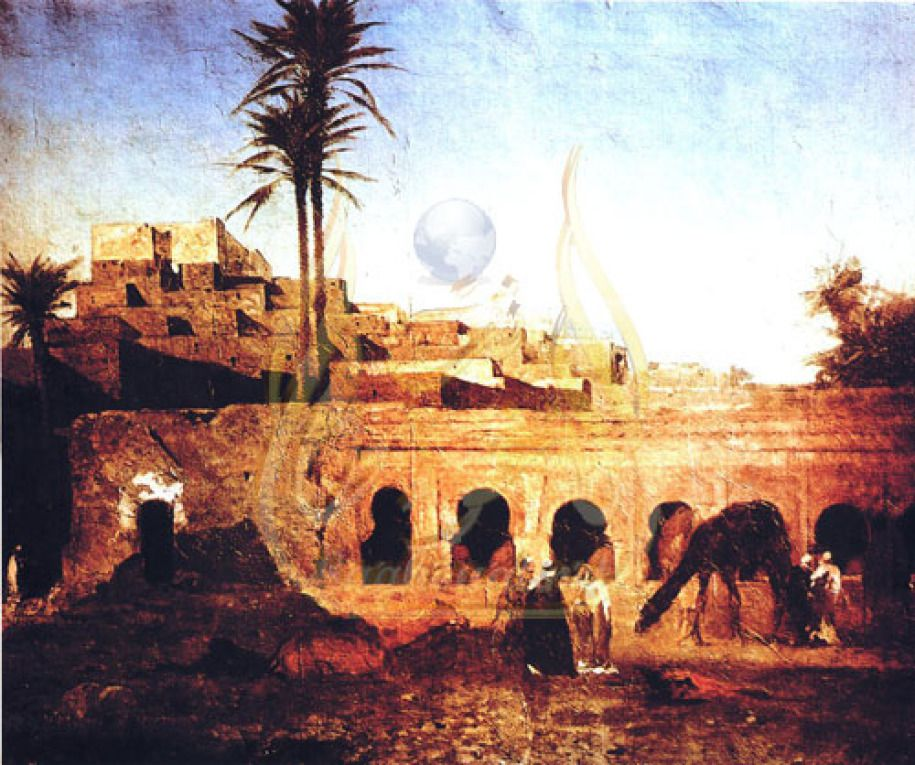
Toile d'Eugène Fromentin, Vue de Laghouat
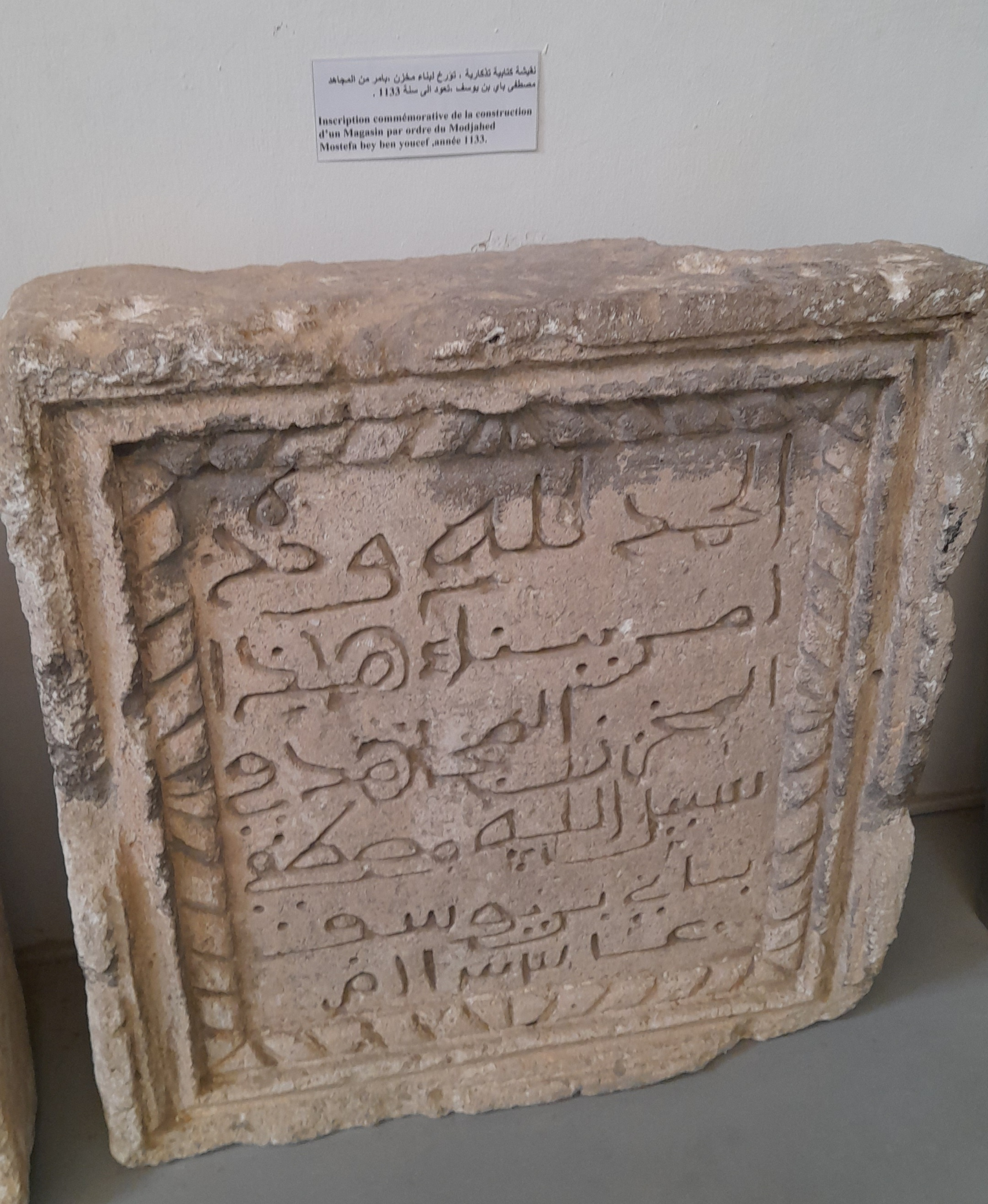
Inscription commémorative pour la construction d'un magasin par ordre de Mustapha Bouchelaghem
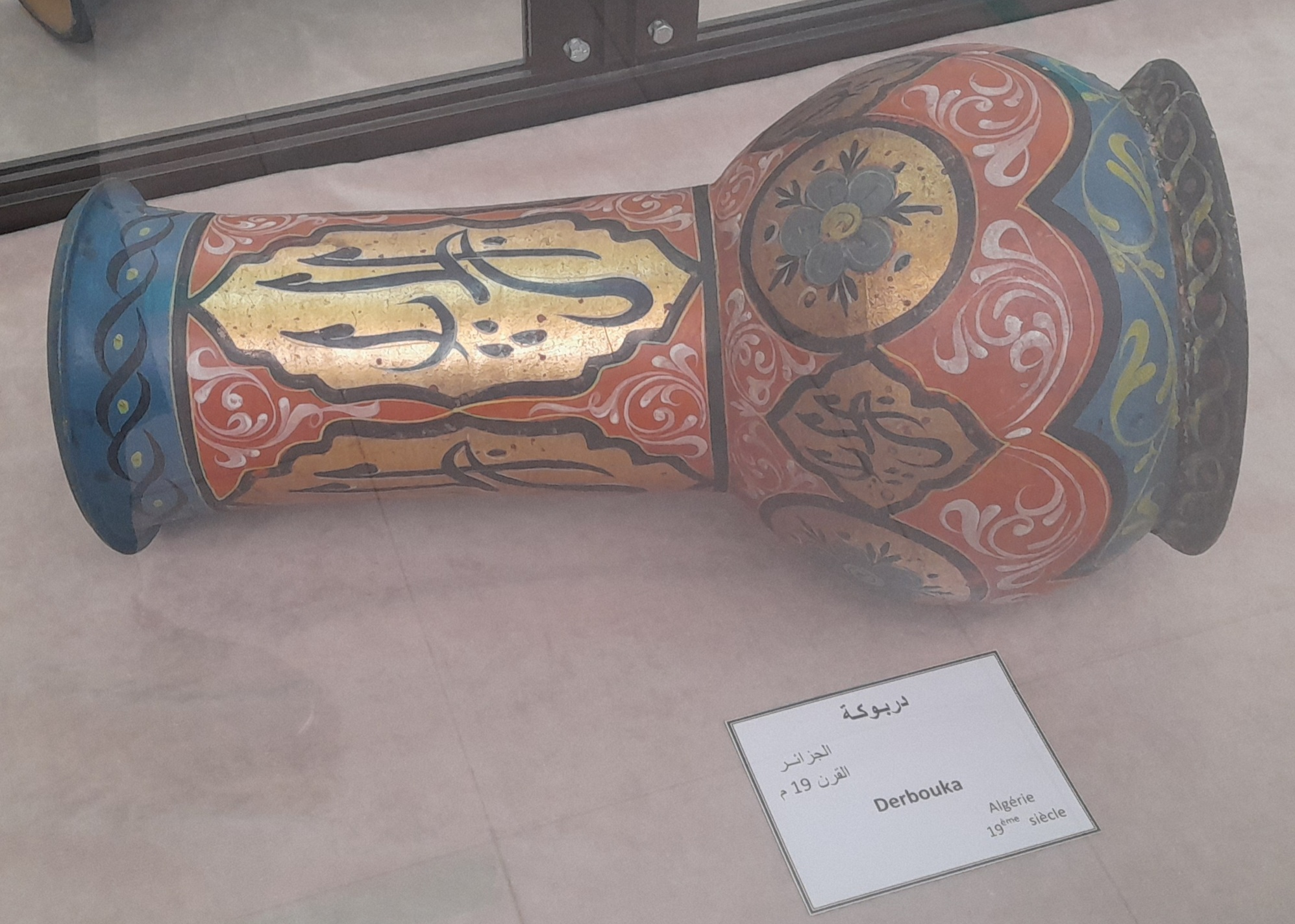
Derbouka ancienne d'Algérie, du XIXe siècle
Mosaïque romaine de Bethioua
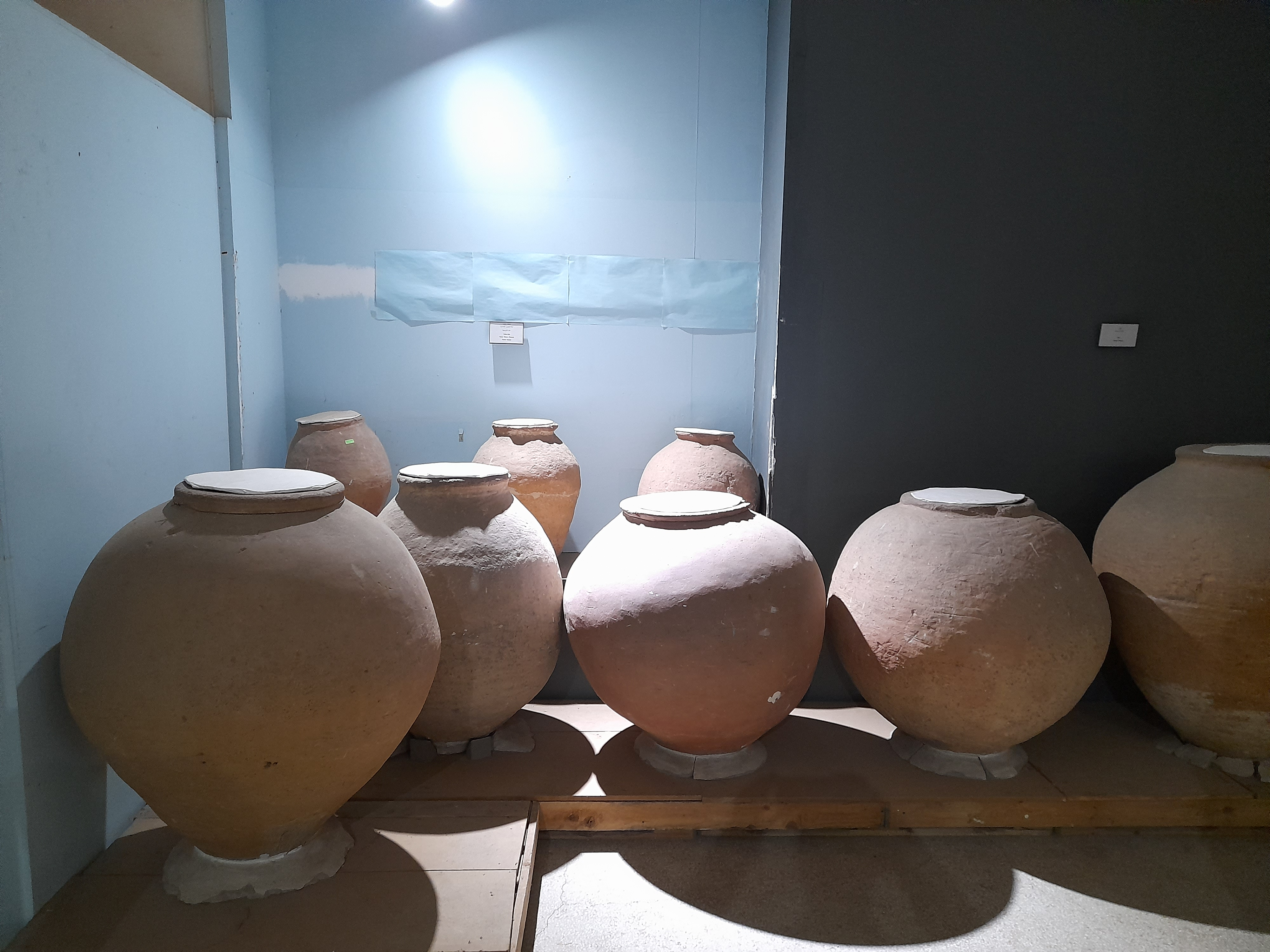
Jarres antiques du littoral oranais
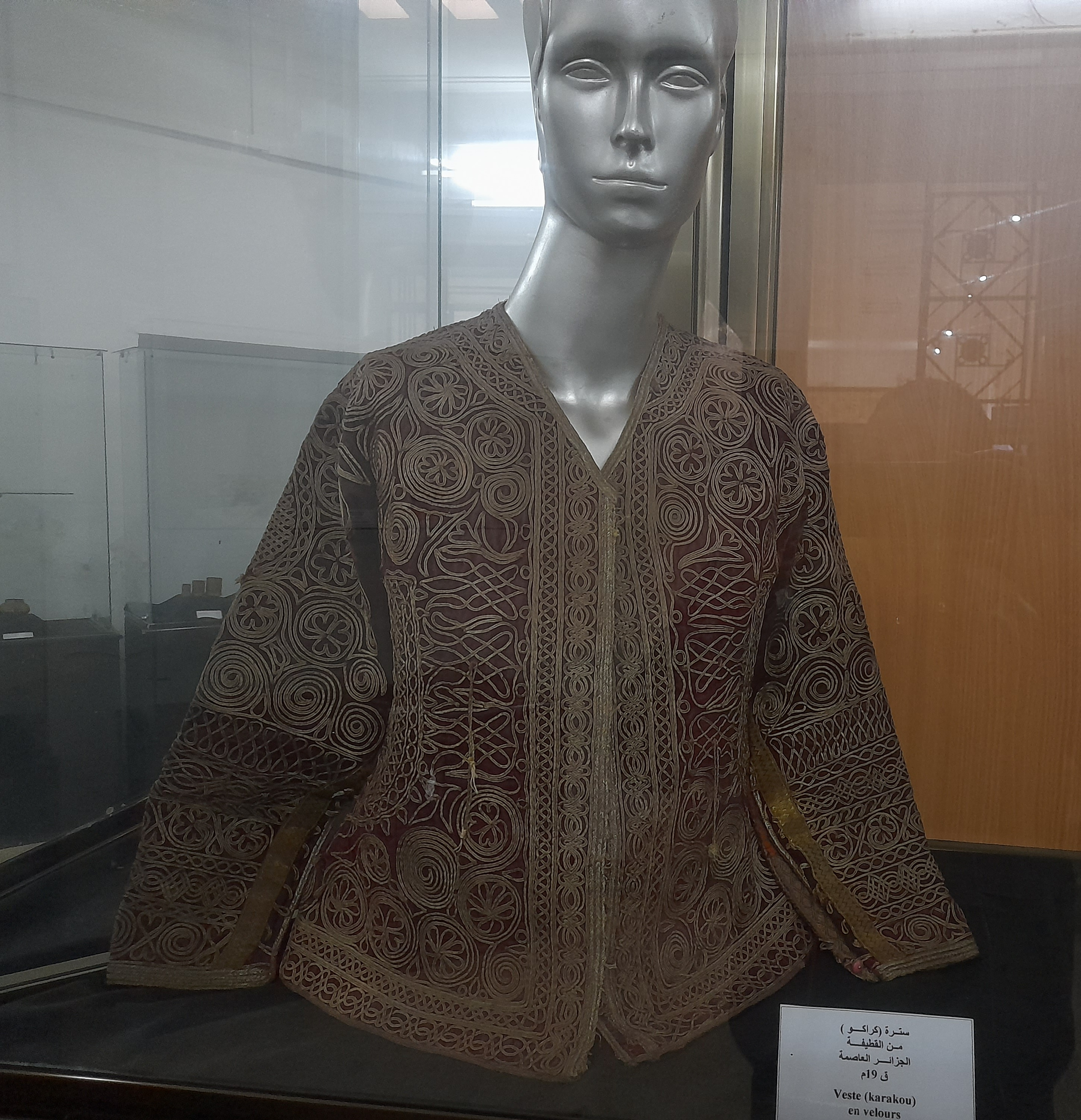
Veste d'un Karakou en velours d'Alger, du XIXe siècle
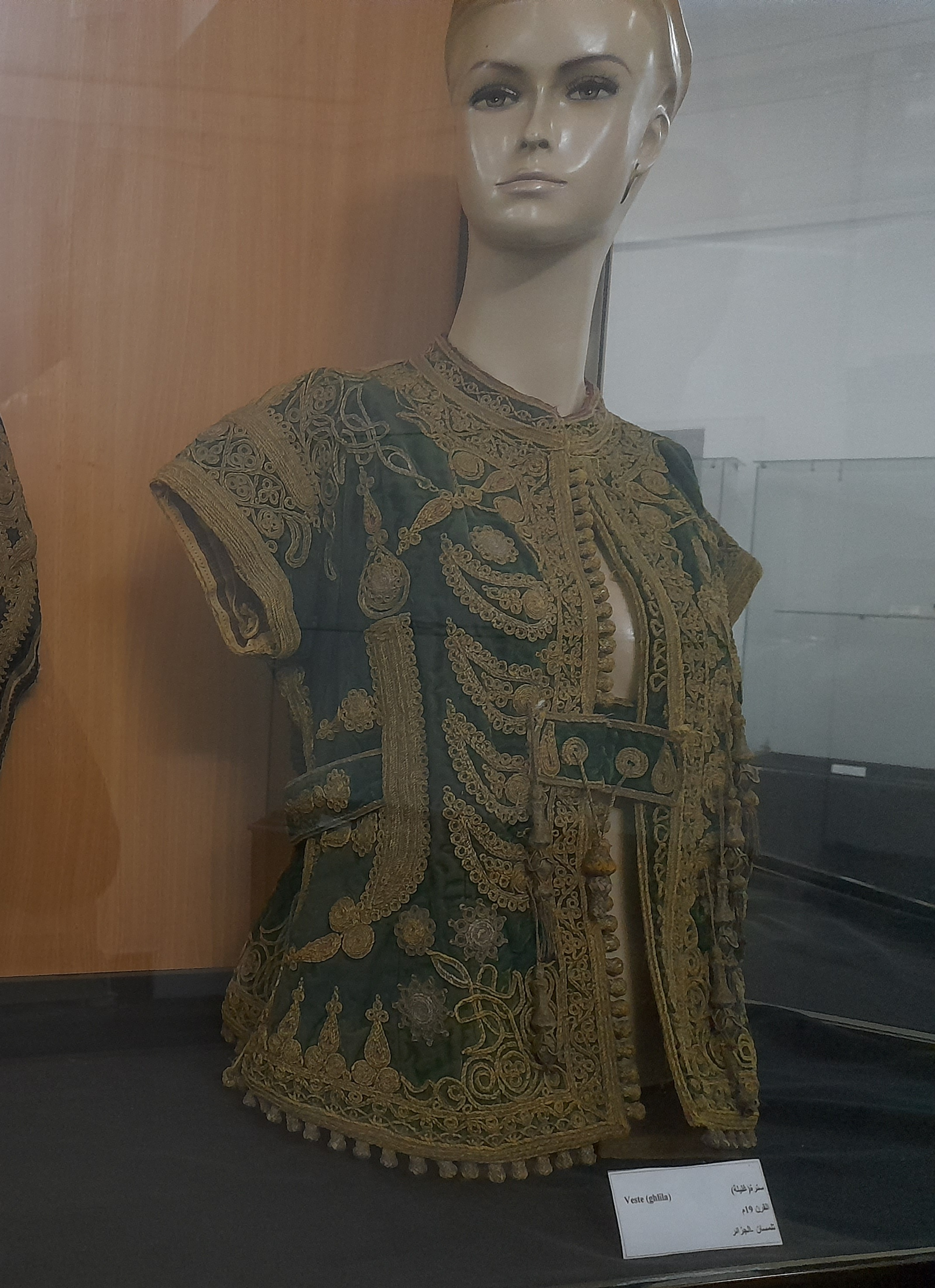
Ghlila de Tlemcen, du XIXe siècle
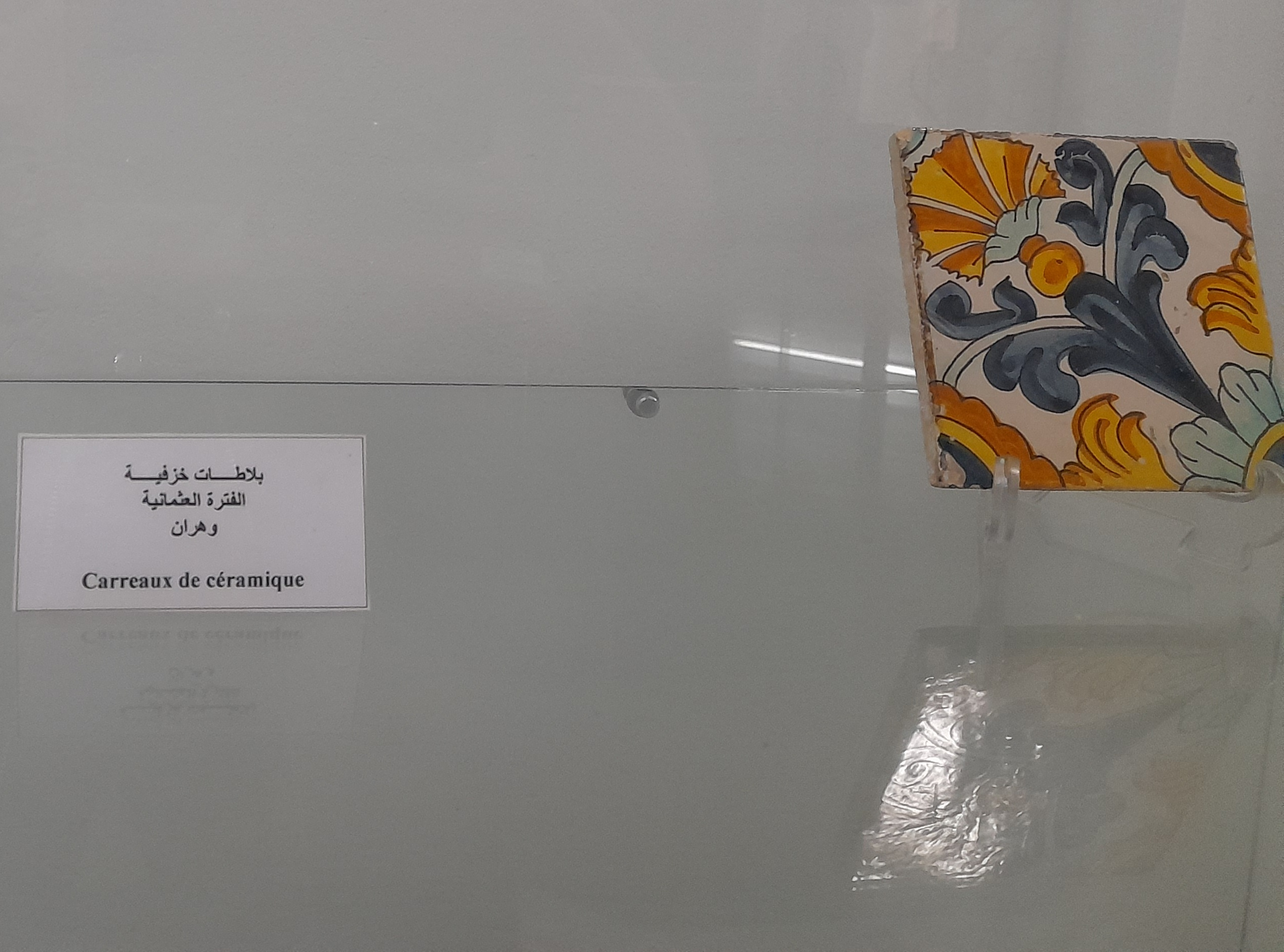
Carreau de céramique de la période ottomane
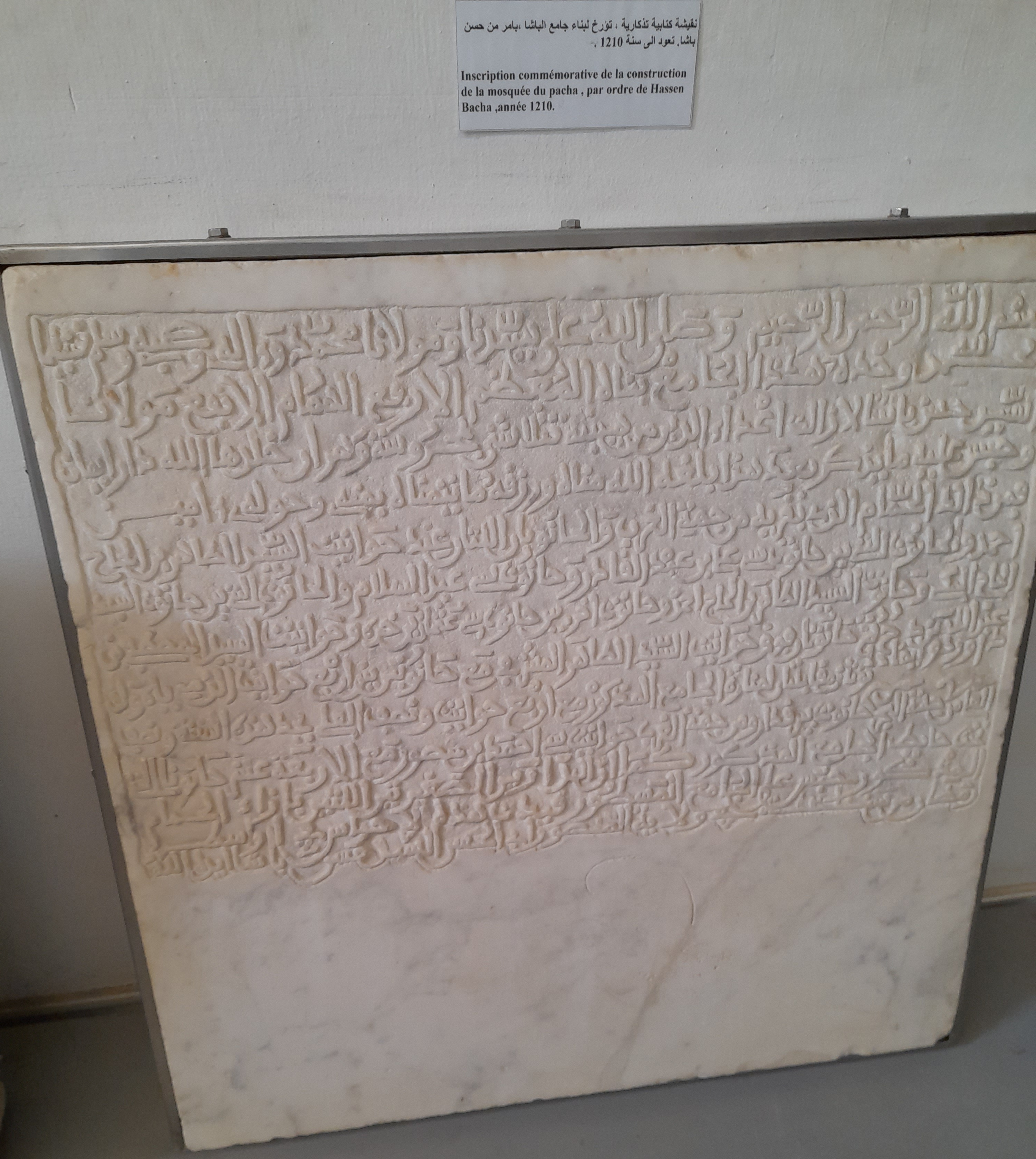
Inscription commémorative de la construction de la Mosquée du pacha, par ordre de Hassan Pacha en 1796
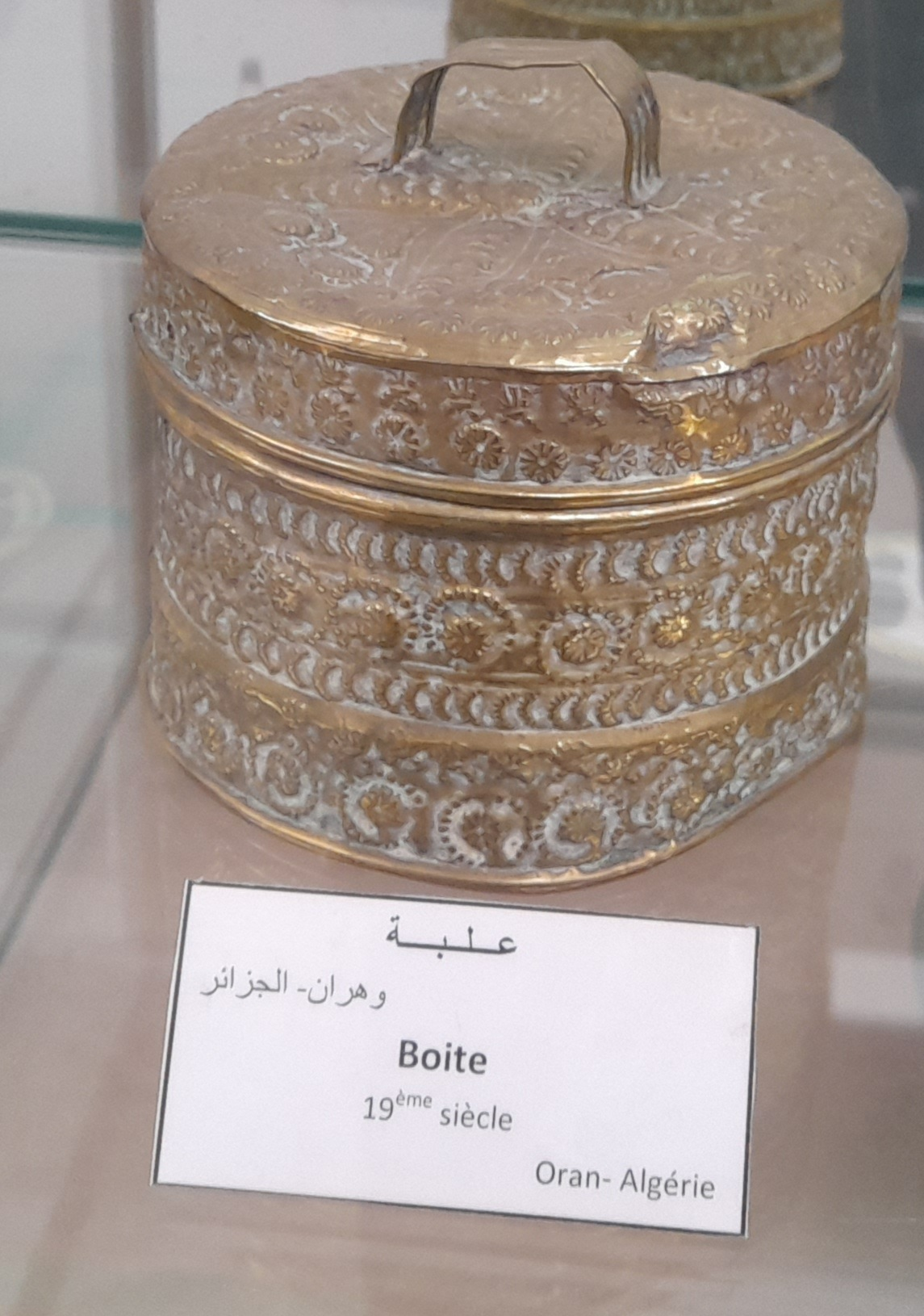
Boîte en cuivre d'Oran, du XIXe siècle
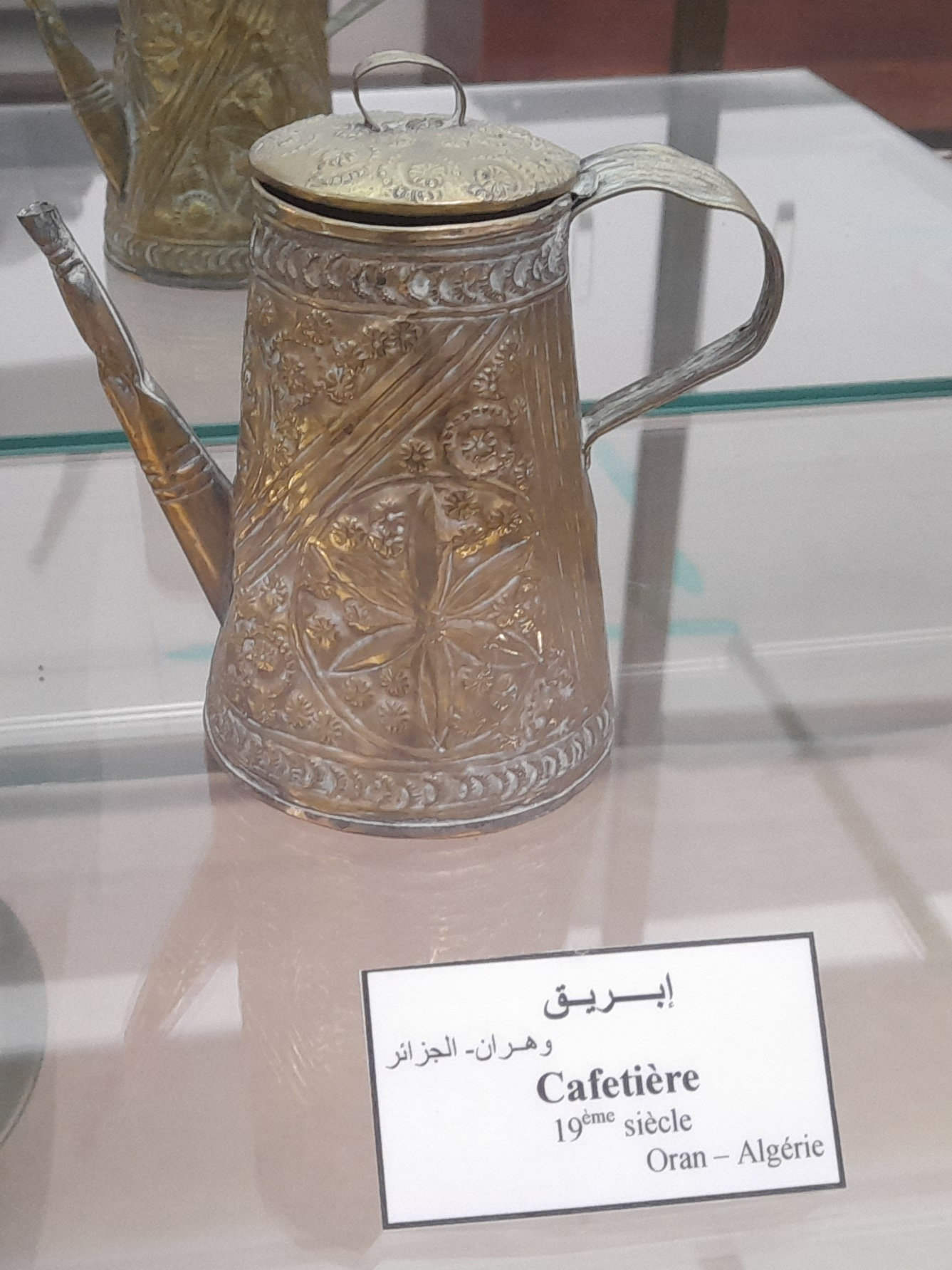
Cafetière en cuivre d'Oran, du XIXe siècle
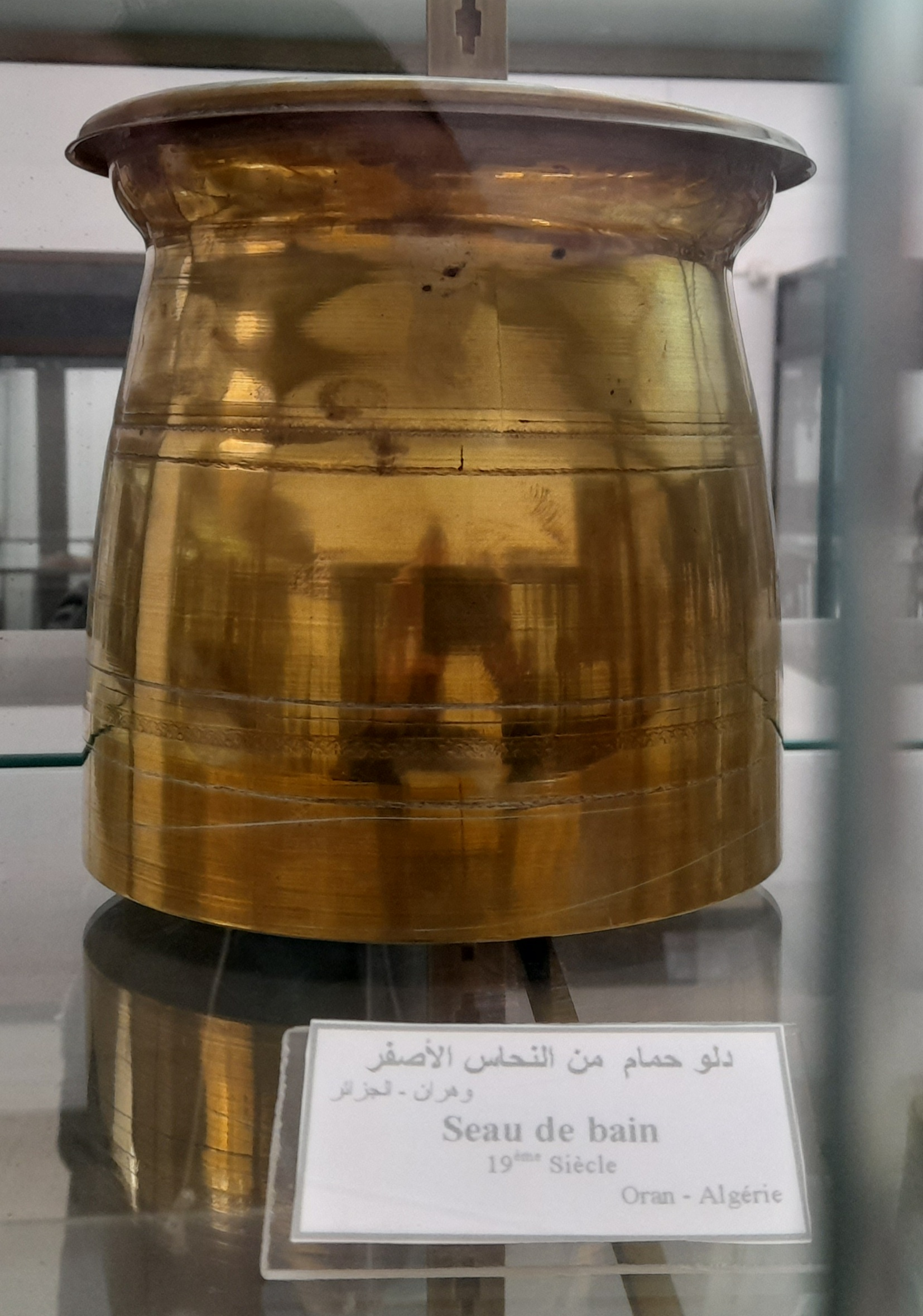
Seau de bain en cuivre jaune d'Oran, du XIXe siècle
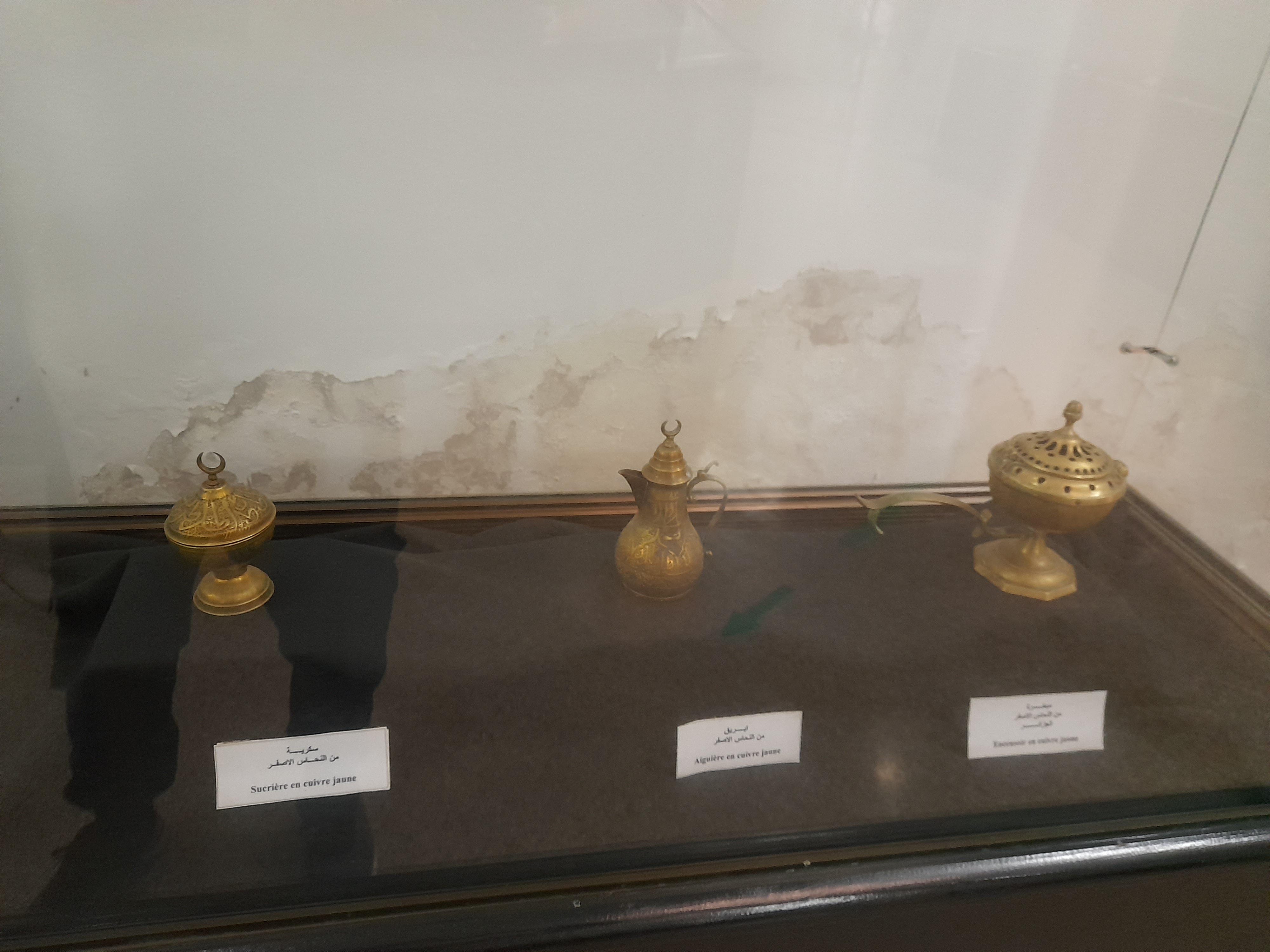
Ustensiles (de droite à gauche : encensoir, aiguière, sucrière) en cuivre jaune d'Oran, du XIXe siècle
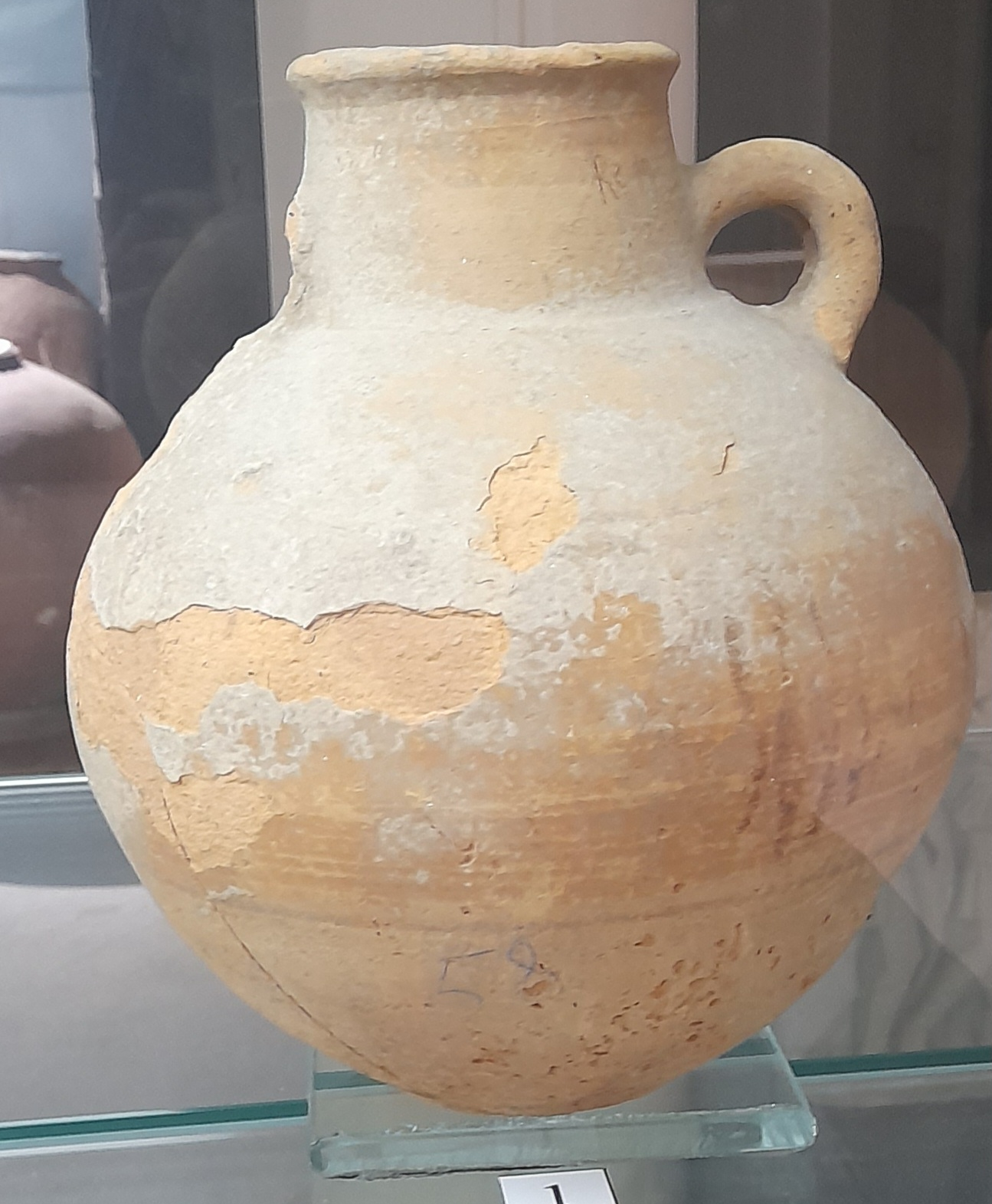
Jarre antique de Rachgoun
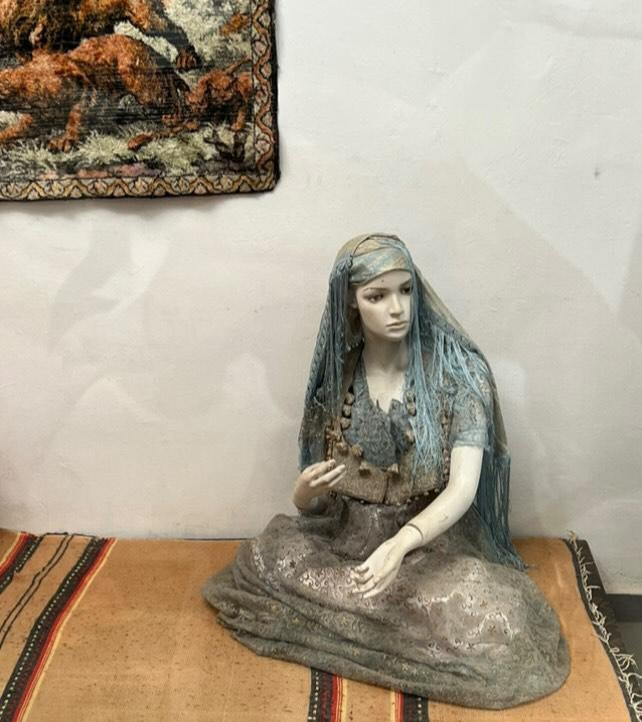
Blouza avec Frimla et mendil d'Oranie
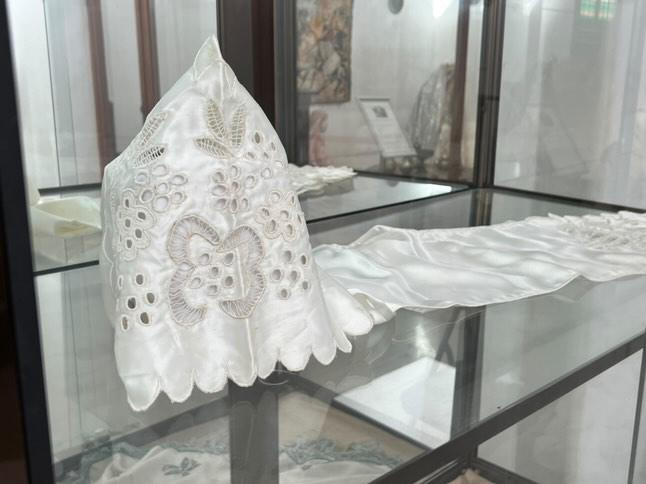
Bonnet de bain traditionnel dit Bniqa
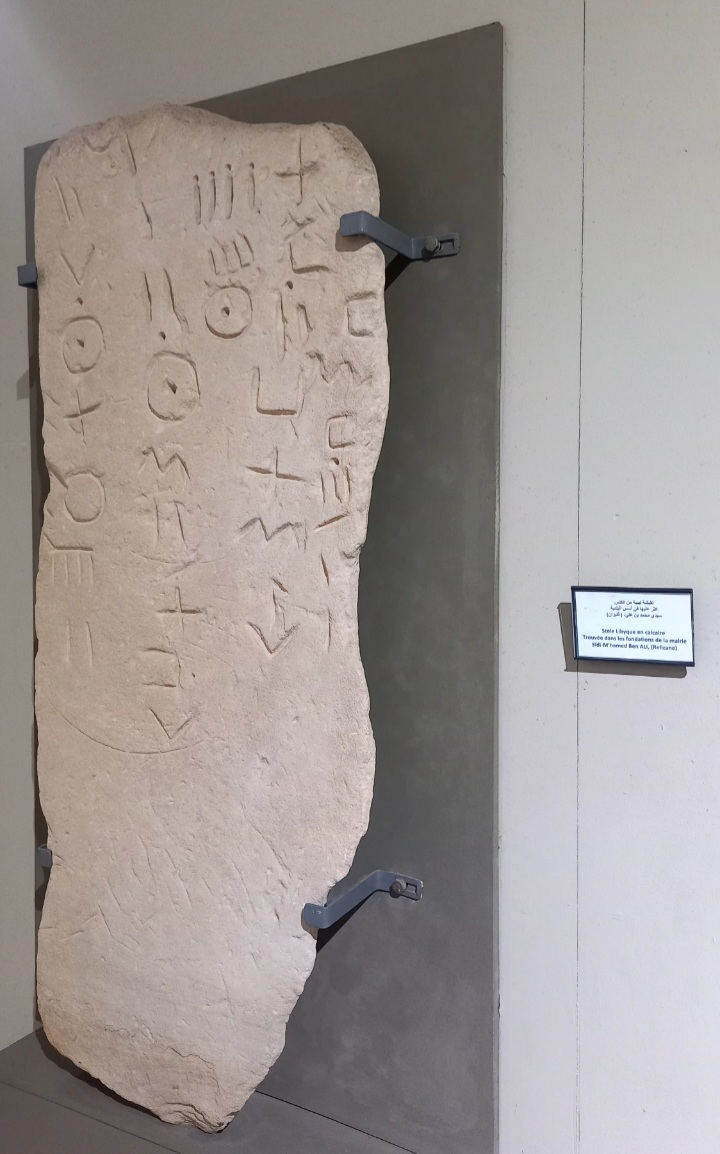
Stèle lybique en calcaire trouvée dans les fondations de la mairie de Sidi M'hamed Ben Ali (Relizane)
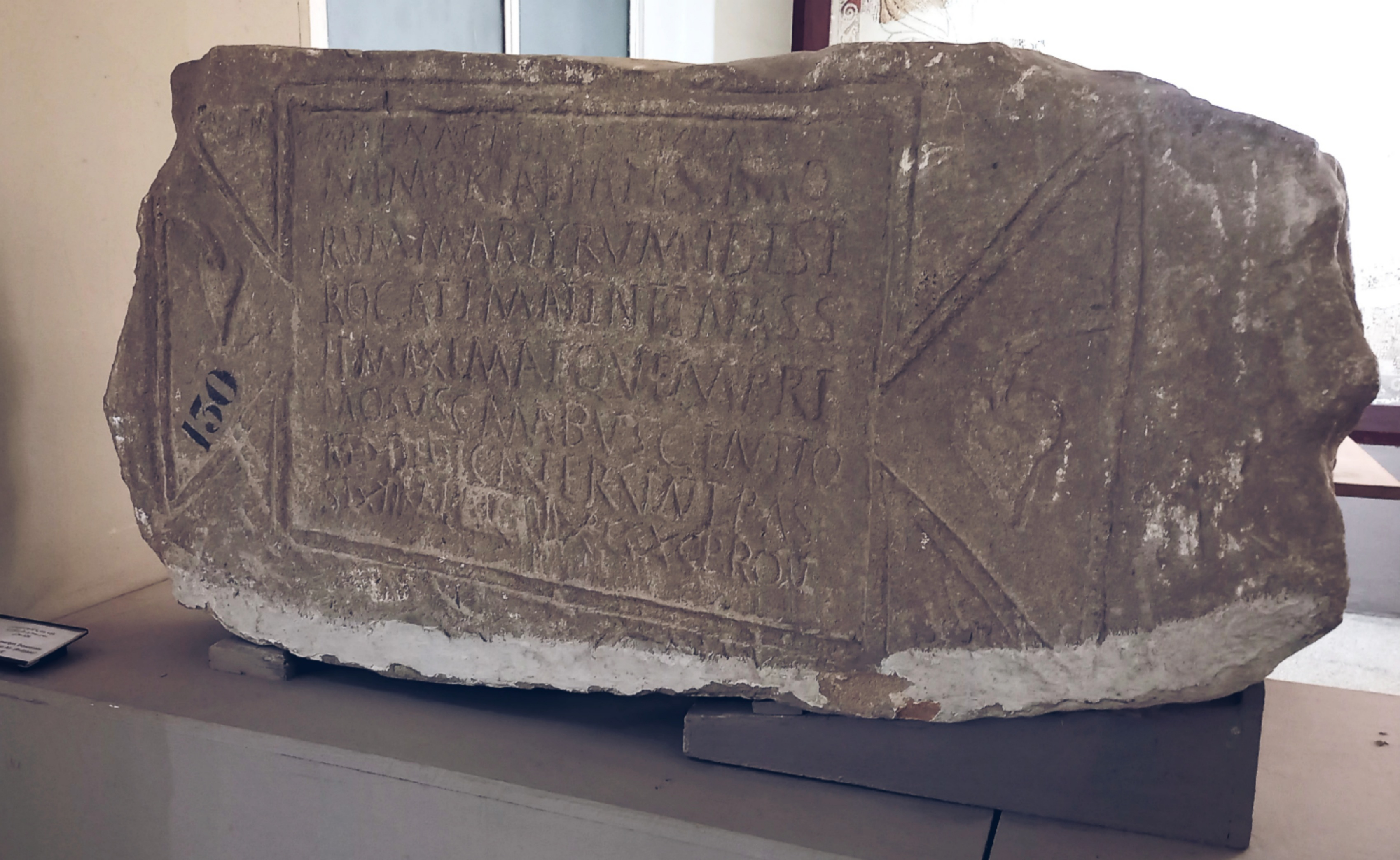
Mémoria des martyrs donatistes datant de 329 ap. J.-C provenant du site de Tansert

## Conservateurs
- François Doumergue
- Gustave Vuillemot
- François Fauck
- Bouchra Salhi
- Salah Amokrane